# Joseph von Larisch
Joseph August Graf von Larisch (* 25. Juli 1777 in Troppau, Österreichisch Schlesien; † 3. Dezember 1841 in Breslau, Provinz Schlesien) war ein preußischer Generalmajor und Besitzer der Herrschaft Bielau im Landkreis Neisse.

## Leben

### Herkunft
Seine Eltern waren der Herr auf Karwin Johann Erdmann Florian Johann Nepomuk von Larisch (* 8. Februar 1737; † 1792) und dessen Ehefrau die Maria Anna, geborene Gräfin von Hoditz. Sie war die Tochter des preußischen Oberst Isidor von Hoditz und dessen Ehefrau Maria Anna, geborene Gräfin Vetter von der Lilie, die nach dem Tod ihres Mannes den Grafen von Orlich-Laziska ehelichte. Sein Bruder Johann heiratete Anna Maria Thekla von Mönnich und begründete dadurch die Linie Larisch-Mönnich.

### Militärlaufbahn
Larisch stand zunächst seit 1792 in österreichische Diensten. Im Ersten Koalitionskrieg kämpfte er im Gefecht bei Valenciennes, wurde bei Wetzlar und in der Schlacht bei Verona verwundet. Er nahm außerdem an den Belagerungen von Mannheim, Kehl, Mantua, Ancona und Genua teil. Am 6. März 1805 nahm Larisch als Major seinen Abschied aus österreichischen Diensten. Er bewirtschafte seine Güter bei Neiße, wurde Kreisdeputierter und Nationalrepräsentant in Berlin.
Mit dem Beginn der Befreiungskriege ging Larisch als Major in preußische Dienste und wurde Kommandeur des 8. Schlesischen Landwehr-Regiments. Während des Krieges kämpfte er in den Schlachten bei Dresden und Kulm. Bei der Blockade von Erfurt erwarb er den toskanischen St. Stephans-Orden und am 5. September 1813 das Eiserne Kreuz II. Klasse. Am 8. Dezember 1813 avancierte er mit Patent vom 15. Februar 1814 zum Oberstleutnant. Larisch wurde am 17. März 1815 mit dem Orden des Heiligen Wladimir IV. Klasse ausgezeichnet und am 4. Juli 1815 zum Oberst befördert. Vom 16. Mai 1816 bis zum 13. August 1819 war er Kommandeur des 3. Breslauer Landwehr-Regiments und anschließend Inspekteur der Landwehr im Regierungsbezirk Breslau. Am 22. Februar 1820 schied Larisch aus dieser Stellung und erhielt die Hälfte seines Gehalts als Wartegeld bis zur weiteren Verwendung. In Anbetracht seiner vor dem Feinde geleisteten Dienste wurde ihm am 14. Februar 1835 der Charakter als Generalmajor verliehen. Er starb am 3. Dezember 1841 in Breslau.

### Familie
Larisch heiratete am 6. Februar 1803 Sophie Therese Freiin von Gruttschreiber (* 1770; † 2. Dezember 1812) aus dem Haus Gleesen. Das Paar hatte einen Sohn:
- Ferdinand Alexander (* 27. Februar 1804; † 7. Dezember 1892) ⚭ Anna Antonia Josepha von Mettich (* 7. Juni 1808; † 16. März 1850)

Am 20. Oktober 1835 heiratete Larisch in Breslau Maria Antonie Josepha Gräfin von Mettich (* 13. Oktober 1806; † 4. März 1886). Das Paar hatte mehrere Kinder:
- Helene Maria Karoline (* 29. März 1836) ⚭ 17. November 1854 Robert von Collas (* 13. September 1819), Eltern von Karl von Collas
- Heinrich Lazaraus Karl Anton Joseph Maria (* 19. April 1838; † 22. April 1839)